# Шавьер де Алмейда, Жуан Витор
Жуа́н Ви́тор Шавьер де Алме́йда (порт.-браз. João Vitor Xavier de Almeida; род. 2 марта 2000, Мокока, Сан-Паулу), более известный как Шавьер — бразильский футболист, полузащитник клуба «Азурис».

## Клубная карьера
Родился в Мокока, штат Сан-Паулу. Начал карьеру в академии клуба «Португеза Сантиста», в 2017 году, стал игроком молодежной команды «Понте-Прета». На профессиональном уровне, дебютировал 6 марта 2018 года, в матче Лиги Паулисты против «Ред Булл Брагантино» (0:1).
21 января 2019 года, подписал четырёхлетний контракт с клубом «Коринтианс». Дебютировал 17 сентября в матче чемпионата Бразилии против «Баии».
В начале апреля 2023 года стало известно, что Шавьер продолжит карьеру в клубе «Аваи».

## Статистика
| Клуб        | Сезон | Лига    | Лига  | Лига | Чемпионат | Чемпионат | Кубок | Кубок | Другое | Другое | Итого | Итого |
| Клуб        | Сезон | Лига    | Матчи | Голы | Матчи     | Голы      | Матчи | Голы  | Матчи  | Голы   | Матчи | Голы  |
| ----------- | ----- | ------- | ----- | ---- | --------- | --------- | ----- | ----- | ------ | ------ | ----- | ----- |
| Понте-Прета | 2018  | Серия B | 0     | 0    | 3         | 0         | 0     | 0     | —      | —      | 3     | 0     |
| Коринтианс  | 2020  | Серия A | 18    | 0    | —         | —         | 2     | 0     | —      | —      | 20    | 0     |
| Коринтианс  | 2021  | Серия A | 12    | 0    | 3         | 0         | 0     | 0     | 2      | 0      | 17    | 0     |
| Итого       | Итого | Итого   | 30    | 0    | 6         | 0         | 2     | 0     | 2      | 0      | 40    | 0     |

1. ↑  Матчи в Южноамериканском кубке